# República Popular de Zanzíbar
La República Popular de Zanzíbar fue un efímero Estado africano que sustituyó al Sultanato de Zanzíbar tras el triunfo de la Revolución de Zanzíbar el 12 de enero de 1964, y que dejó de existir cuatro meses después cuando se unió a Tanganica para formar Tanzania.

## Historia
A raíz de la Revolución de Zanzíbar, un consejo revolucionario fue establecido por los partidos ASP y Umma para formar un gobierno interino, con Abeid Karume a la cabeza del Consejo como Presidente y Abdulrahman Mohammad Babu, como Ministro de Asuntos Exteriores. El país pasó a llamarse República Popular de Zanzíbar. Los primeros actos del gobierno interino fueron desterrar definitivamente al depuesto sultán Jamshid bin Abdullah y prohibir el Partido Nacionalista de Zanzíbar y el Partido Popular de Zanzíbar y Pemba. Tratando de distanciarse del volátil John Okello, Karume discretamente lo dejó fuera de la escena política, aunque se le permitió retener su título auto-otorgado de mariscal. Sin embargo, los revolucionarios de Okello pronto tomaron represalias contra la población árabe y asiática de Unguja, realizando golpes, violaciones, asesinatos y ataques contra su propiedad. Okello se reivindicaba en la radio alegando que estaba matando "contrarrevolucionarios y marionetas de los británicos", pero se estima que las víctimas oscilaban entre las 2.000 y 4.000 personas, pero los números oficiales podrían estar inflados por medios de comunicación árabes. Muchos árabes huyeron a Omán. Por orden de Okello, no se dañó a ningún europeo. La violencia posrevolucionaria no alcanzó a la isla de Pemba.
Para el 3 de febrero. Zanzíbar comanzaba a volver a la normalidad, y Karume había sido ampliamente aceptado por el pueblo como su presidente. La presencia policial estaba de vuelta en las calles, tiendas saqueadas fueron re-aperbiertas, y las armas sin licencia estaban siendo entregadas por la población civil. El gobierno revolucionario anunció que sus presos políticos, unos 500, serían juzgados por tribunales especiales. Okello formó la Fuerza Militar Libre (FMF), una unidad paramilitar compuesta por sus propios partidarios, que patrullaron las calles y saquearon propiedades árabes. El comportamiento de los seguidores de Okello, su retórica violenta, su acento ugandés, y sus creencias cristianas fueron provocaron el descontento de muchos en la parte moderada de Zanzíbar y los musulmanes del ASP, y para marzo de 1964 muchos de los miembros de su fuerza militar habían sido desarmados por el gobierno de Karume. El 11 de marzo, Okello fue destituido de su cargo militar, y se le negó la entrada al país durante un viaje al continente. Fue deportado a Tanganica, para posteriormente ser enviado a Uganda.
En abril, el gobierno formó el Ejército de Liberación Popular (ELP) y completó el desarme de la milicia de Okello. El 26 de abril, Karume anunció que su país había iniciado el diálogo con la Tanganica de Julius Nyerere para fundar un nuevo país, Tanzania. Varios medios de comunicación consideraron que esto fue un intento de evitar una sublevación comunista en Zanzíbar, pues con la anexión limitarían la influencia radical del Partido Umma. Sin embargo, la mayoría de las reformas del Partido Umma habían sido implementadas por el gobierno antes de la anexión.